# Onychionyx opacipennis
Onychionyx opacipennis är en skalbaggsart som beskrevs av Gilbert John Arrow 1914. Onychionyx opacipennis ingår i släktet Onychionyx och familjen Dynastidae. Inga underarter finns listade i Catalogue of Life.